# Маскат (аэропорт)
Междунаро́дный аэропо́рт Маска́т (ИАТА: MCT, ИКАО: OOMS) — крупный аэропорт в столице Омана Маскате. Базовый аэропорт компании Oman Air и Salam Air. Расположен в 30 км от исторического центра Маската.

## История
Аэропорт был построен 23 декабря 1973 года.
В 1983 были построены новые терминалы прибытия и отлета, новый зал транзита. В 1991 году был построен новый грузовой терминал.
До 1 февраля 2008 года назывался аэропорт Сиб.
В настоящее время аэропорт расширяется и реконструируется, строится 101-метровая башня командно-диспетчерского пункта, 32 телескопических трапа, грузовой терминал мощностью 200 000 тонн в год, парковка на 6000 мест. Планируется что к 2012—2014 годам он будет способен обслужить 12 млн. пассажиров в год, а к 2050 году — 48 млн.

## Авиакомпании и направления
| Авиакомпании                    | Пункты назначения |
| ------------------------------- | --- |
| Air Arabia                      | Шарджа |
| Air India                       | Ахмадабад, Бангалор, Ченнаи |
| Air India Express               | Каннур, Кожикоде, Кочин, Мангалур |
| Biman Bangladesh Airlines       | Дакка, Читтагонг |
| British Airways                 | Лондон |
| Cham Wings Airlines             | Дамаск |
| Egypt Air                       | Каир |
| Emirates                        | Дубай |
| Ethiopian Airlines              | Аддис-Абеба |
| Etihad Airways                  | Абу-Даби |
| Flydubai                        | Дубай |
| GoAir                           | Каннур, Мумбаи |
| Gulf Air                        | Манама |
| Indigo Air                      | Мумбаи |
| Iran Aseman Airlines            | Шах-Бахар, Шираз |
| KLM                             | Амстердам |
| Kuwait Airways                  | Эль-Кувейт |
| Oman Air                        | Абу-Даби, Александрия, Амман, Афины, Бангалор, Бангкок, Гоа, Гуанчжоу, Даммам, Дар-эс-Салам, Дели, Джайпур, Джакарта, Джидда, Доха, Дубай, Дукм, Исламабад, Каир, Карачи, Касабланка, Катманду, Кожикоде, Коломбо, Кочин, Куала-Лумпур, Лакхнау, Лахор, Лондон, Мале, Манама, Манила, Манчестер, Машад, Медина, Милан, Москва, Мумбаи, Мюнхен, Найроби, Париж, Салала, Стамбул, Тегеран, Тируванантапура, Трабзон, Франкфурт-на-Майне, Хайдарабад, Хасаб, Цюрих, Ченнай, Шираз, Эль-Кувейт, Эр-Рияд |
| Pakistan International Airlines | Исламабад, Лахор, Пешавар, Сиялкот |
| Pegasus                         | Стамбул |
| Qatar Airways                   | Доха |
| Regent Airways                  | Дакка |
| Salam Air                       | Алматы (с марта 2020 года) , Абу-Даби, Александрия, Джидда, Доха, Дубай, Карачи, Катманду, Мултан, Астана (с осени 2020 года) , Салала, Сиялкот, Стамбул, Тегеран, Хартум, Шираз |
| Saudi Arabian Airlines          | Джидда |
| Spicejet                        | Ахмадабад |
| Srilankan Airlines              | Коломбо |
| Swiss                           | Цюрих |
| Thai                            | Бангкок |
| Turkish Airlines                | Стамбул |
| US-Bangla Airlines              | Дакка |

## Статистика
| Год  | Пассажиров | Грузов, тонна | Рейсов |
| ---- | ---------- | ------------- | ------ |
| 2000 | 2 720 983  | 68 639        | 38 184 |
| 2001 | 2 697 032  | 73 078        | 38 955 |
| 2002 | 2 450 422  | 46 934        | 39 555 |
| 2003 | 2 886 487  | 48 630        | 42 330 |
| 2004 | 3 461 982  | 67 151        | 43 622 |
| 2005 | 3 778 578  | 76 043        | 44 445 |
| 2006 | 4 777 747  | 99 582        | 53 695 |
| 2007 | 4 218 498  | 77 391        | 58 903 |
| 2008 | 4 002 121  | 58 000        | 58 346 |
| 2009 | 4 558 838  | 64 452        | 56 084 |
| 2010 | 5 751 516  | 96 390        | 67 160 |